# Olympische Sommerspiele 2020/Teilnehmer (Österreich)
| Gelbes Symbol für Goldmedaillen mit stilisierten Olympischen Ringen | Graues Symbol für Silbermedaillen mit stilisierten Olympischen Ringen | Braundes Symbol für Bronzemedaillen mit stilisierten Olympischen Ringen |
| ------------------------------------------------------------------- | --------------------------------------------------------------------- | ----------------------------------------------------------------------- |
| 1                                                                   | 1                                                                     | 5                                                                       |

Österreich nahm an den Olympischen Spielen 2020 in Tokio teil.  Vom Österreichischen Olympischen Comité (ÖOC) wurden 75 Athletinnen und Athleten nominiert, davon 39 Frauen und 36 Männer. Fahnenträger bei der Eröffnungsfeier waren Thomas Zajac und Tanja Frank. Jüngste Teilnehmerin war Lena Grabowski (18 Jahre), ältester Athlet Robert Gardos (42). Für Liu Jia war dies die sechste Teilnahme.

## Medaillen

### Medaillenspiegel
| Platz  | Sportart       | Goldmedaille – Olympiasieger | Silbermedaille – 2. Platz | Bronzemedaille – 3. Platz | Gesamt |
| ------ | -------------- | ---------------------------- | ------------------------- | ------------------------- | ------ |
| 1      | Radsport       | 1                            | –                         | –                         | 1      |
| 2      | Judo           | –                            | 1                         | 1                         | 2      |
| 3      | Leichtathletik | –                            | –                         | 1                         | 1      |
| 3      | Rudern         | –                            | –                         | 1                         | 1      |
| 3      | Karate         | –                            | –                         | 1                         | 1      |
| 3      | Sportklettern  | –                            | –                         | 1                         | 1      |
| Gesamt | Gesamt         | 1                            | 1                         | 5                         | 7      |

### Medaillengewinner

#### Gold
| Name             | Sportart | Wettkampf             |
| ---------------- | -------- | --------------------- |
| Anna Kiesenhofer | Radsport | Frauen, Straßenrennen |

#### Silber
| Name              | Sportart | Wettkampf             |
| ----------------- | -------- | --------------------- |
| Michaela Polleres | Judo     | Frauen, Mittelgewicht |

#### Bronze
| Name                | Sportart       | Wettkampf                      |
| ------------------- | -------------- | ------------------------------ |
| Shamil Borchashvili | Judo           | Männer, Halbmittelgewicht      |
| Magdalena Lobnig    | Rudern         | Frauen, Einer                  |
| Lukas Weißhaidinger | Leichtathletik | Männer, Diskuswurf             |
| Bettina Plank       | Karate         | Frauen, Kumite bis 55 kg       |
| Jakob Schubert      | Sportklettern  | Männer, Olympische Kombination |

## Teilnehmer nach Sportarten

### Badminton
| Athleten    | Wettbewerb | Gruppenphase | Gruppenphase       | Gruppenphase | Gruppenphase | Achtelfinale  | Achtelfinale  | Viertelfinale | Viertelfinale | Halbfinale    | Halbfinale    | Finale        | Finale        | Rang |
| Athleten    | Wettbewerb | Gegner       | Ergebnis           | Punkte       | Rang         | Gegner        | Ergebnis      | Gegner        | Ergebnis      | Gegner        | Ergebnis      | Gegner        | Ergebnis      | Rang |
| ----------- | ---------- | ------------ | ------------------ | ------------ | ------------ | ------------- | ------------- | ------------- | ------------- | ------------- | ------------- | ------------- | ------------- | ---- |
| Männer      |            |              |                    |              |              |               |               |               |               |               |               |               |               |      |
| Luka Wraber | Einzel     | V. Axelsen   | 0:2 (12:21, 11:21) | 53:84        | 3            | ausgeschieden | ausgeschieden | ausgeschieden | ausgeschieden | ausgeschieden | ausgeschieden | ausgeschieden | ausgeschieden |      |
| Luka Wraber | Einzel     | K. Koljonen  | 0:2 (13:21, 17:21) | 53:84        | 3            | ausgeschieden | ausgeschieden | ausgeschieden | ausgeschieden | ausgeschieden | ausgeschieden | ausgeschieden | ausgeschieden |      |

### Gewichtheben
| Athleten           | Wettbewerb                     | Reißen  | Reißen | Stoßen  | Stoßen | Zweikampf | Zweikampf | Rang |
| Athleten           | Wettbewerb                     | Gewicht | Rang   | Gewicht | Rang   | Gewicht   | Rang      | Rang |
| ------------------ | ------------------------------ | ------- | ------ | ------- | ------ | --------- | --------- | ---- |
| Frauen             |                                |         |        |         |        |           |           |      |
| Sarah Fischer      | Superschwergewicht über 87 kg  | 97 kg   | 9      | 123 kg  | 10     | 220 kg    | 10        | 10   |
| Männer             |                                |         |        |         |        |           |           |      |
| Sargis Martirosjan | Superschwergewicht über 109 kg | 180 kg  | 6      | 201 kg  | 12     | 381 kg    | 10        | 10   |

### Golf
| Athleten        | Runde 1 | Runde 2 | Runde 3 | Runde 4 | Gesamt | Par | Rang |
| --------------- | ------- | ------- | ------- | ------- | ------ | --- | ---- |
| Frauen          |         |         |         |         |        |     |      |
| Christine Wolf  | 71      | 72      | 81      | 73      | 297    | 13  | 56   |
| Männer          |         |         |         |         |        |     |      |
| Matthias Schwab | 69      | 69      | 70      | 67      | 275    | −9  | T27  |
| Josef Straka    | 63      | 71      | 68      | 68      | 270    | −14 | T10  |

### Judo
| Athleten            | Wettbewerb  | 1. Runde    | 1. Runde | 2. Runde     | 2. Runde | Achtelfinale  | Achtelfinale  | Viertelfinale | Viertelfinale | Halbfinale / Trostrunde | Halbfinale / Trostrunde | Finale / Platz 3 | Finale / Platz 3 | Rang   |
| Athleten            | Wettbewerb  | Gegner      | Ergebnis | Gegner       | Ergebnis | Gegner        | Ergebnis      | Gegner        | Ergebnis      | Gegner                  | Ergebnis                | Gegner           | Ergebnis         | Rang   |
| ------------------- | ----------- | ----------- | -------- | ------------ | -------- | ------------- | ------------- | ------------- | ------------- | ----------------------- | ----------------------- | ---------------- | ---------------- | ------ |
| Frauen              |             |             |          |              |          |               |               |               |               |                         |                         |                  |                  |        |
| Sabrina Filzmoser   | bis 57 kg   | S.Verhagen  | 0s1:1    | —            | —        | ausgeschieden | ausgeschieden | ausgeschieden | ausgeschieden | ausgeschieden           | ausgeschieden           | ausgeschieden    | ausgeschieden    | 17     |
| Magdalena Krssakova | bis 63 kg   | Yang J.     | 10:0s1   | —            | —        |               |               | ausgeschieden | ausgeschieden | ausgeschieden           | ausgeschieden           | ausgeschieden    | ausgeschieden    | 9      |
| Michaela Polleres   | bis 70 kg   | M. Fletcher | 1s1:0s2  | —            | —        | Kim S.-y.     | 1:0           | B. Matić      | 1:0           | S. van Dijke            | 1:0                     | C. Arai          | 0:1              | Silber |
| Bernadette Graf     | bis 78 kg   | Ma Z.       | 10s1:0   | —            | —        | M. Malonga    | 0:11          | ausgeschieden | ausgeschieden | ausgeschieden           | ausgeschieden           | ausgeschieden    | ausgeschieden    | 9      |
| Männer              |             |             |          |              |          |               |               |               |               |                         |                         |                  |                  |        |
| Shamil Borchashvili | bis 81 kg   | Freilos     | Freilos  | A. Engutidze | 1s1:0s1  | S. Muki       | 1:0           | S. Boltaboyev | 1:0           | S. Mollaei              | 0:10                    | D. Ressel        | 10:0             | Bronze |
| Stephan Hegyi       | über 100 kg | T. Riner    | 0s1:10   | —            | —        | ausgeschieden | ausgeschieden | ausgeschieden | ausgeschieden | ausgeschieden           | ausgeschieden           | ausgeschieden    | ausgeschieden    | 17     |

### Kanu

#### Kanurennsport
| Athleten                           | Wettbewerb | Vorlauf      | Vorlauf | Viertelfinale | Viertelfinale | Halbfinale    | Halbfinale    | Finale        | Finale        | Rang          |
| Athleten                           | Wettbewerb | Zeit         | Rang    | Zeit          | Rang          | Zeit          | Rang          | Zeit          | Rang          | Rang          |
| ---------------------------------- | ---------- | ------------ | ------- | ------------- | ------------- | ------------- | ------------- | ------------- | ------------- | ------------- |
| Frauen                             |            |              |         |               |               |               |               |               |               |               |
| Ana Roxana Lehaci                  | K-1 500 m  | 1:55,067 min | 6       | 1:53,378 min  | 5             | ausgeschieden | ausgeschieden | ausgeschieden | ausgeschieden | ausgeschieden |
| Viktoria Schwarz                   | K-1 500 m  | 1:51,750 min | 3       | —             | —             | 1:56,475 min  | 6             | 1:59,475 min  | 8             | 24            |
| Ana Roxana Lehaci Viktoria Schwarz | K-2 500 m  | 1:48,220 min | 3       | 1:49,777 min  | 3             | 1:39,497 min  | 6             | 1:40,007      | 4             | 12            |

#### Kanuslalom
| Athleten            | Wettbewerb | Vorlauf  | Vorlauf | Halbfinale | Halbfinale | Finale        | Finale        | Rang          |
| Athleten            | Wettbewerb | Zeit     | Rang    | Zeit       | Rang       | Zeit          | Rang          | Rang          |
| ------------------- | ---------- | -------- | ------- | ---------- | ---------- | ------------- | ------------- | ------------- |
| Frauen              |            |          |         |            |            |               |               |               |
| Nadine Weratschnig  | C-1        | 112,47 s | 6       | 119,69 s   | 7          | 119,41 s      | 5             | 5             |
| Viktoria Wolffhardt | K-1        | 112,28 s | 16      | 112,11 s   | 11         | ausgeschieden | ausgeschieden | ausgeschieden |
| Männer              |            |          |         |            |            |               |               |               |
| Felix Oschmautz     | K-1        | 92,18 s  | 7       | 96,42 s    | 9          | 98,79 s       | 4             | 4             |

### Karate

#### Kumite
| Athleten      | Wettbewerb | Ausscheidungsrunde | Ausscheidungsrunde | Ausscheidungsrunde | Ausscheidungsrunde | Halbfinale  | Halbfinale | Finale        | Finale        | Rang   |
| Athleten      | Wettbewerb | Gegner             | Ergebnis           | Punkte             | Rang               | Gegner      | Ergebnis   | Gegner        | Ergebnis      | Rang   |
| ------------- | ---------- | ------------------ | ------------------ | ------------------ | ------------------ | ----------- | ---------- | ------------- | ------------- | ------ |
| Frauen        |            |                    |                    |                    |                    |             |            |               |               |        |
| Bettina Plank | bis 55 kg  | M. Miyahara        | 2:6                | 5                  | 2                  | I. Goranowa | 3:4        | ausgeschieden | ausgeschieden | Bronze |
| Bettina Plank | bis 55 kg  | M. Zhangbyrbay     | 4:3                | 5                  | 2                  | I. Goranowa | 3:4        | ausgeschieden | ausgeschieden | Bronze |
| Bettina Plank | bis 55 kg  | A. Terljuha        | 0:0                | 5                  | 2                  | I. Goranowa | 3:4        | ausgeschieden | ausgeschieden | Bronze |
| Bettina Plank | bis 55 kg  | R. Sayed           | 3:1                | 5                  | 2                  | I. Goranowa | 3:4        | ausgeschieden | ausgeschieden | Bronze |

### Leichtathletik
Laufen und Gehen 
| Athleten        | Wettbewerb | Runde 1 | Runde 1 | Halbfinale | Halbfinale | Finale        | Finale        | Rang          |
| Athleten        | Wettbewerb | Zeit    | Rang    | Zeit       | Rang       | Zeit          | Rang          | Rang          |
| --------------- | ---------- | ------- | ------- | ---------- | ---------- | ------------- | ------------- | ------------- |
| Frauen          |            |         |         |            |            |               |               |               |
| Susanne Walli   | 400 m      | 52,19 s | 3       | 51,52 s    | 6          | ausgeschieden | ausgeschieden | ausgeschieden |
| Männer          |            |         |         |            |            |               |               |               |
| Peter Herzog    | Marathon   | –       | –       | –          | –          | 2:22:15 h SB  | 61            | 61            |
| Lemawork Ketema | Marathon   | –       | –       | –          | –          | DNF           | DNF           | DNF           |

 Springen und Werfen 
| Athleten            | Wettbewerb | Qualifikation | Qualifikation | Finale        | Finale        | Rang   |
| Athleten            | Wettbewerb | Weite         | Rang          | Weite         | Rang          | Rang   |
| ------------------- | ---------- | ------------- | ------------- | ------------- | ------------- | ------ |
| Frauen              |            |               |               |               |               |        |
| Victoria Hudson     | Speerwurf  | 58,60 m       | 22            | ausgeschieden | ausgeschieden | 22     |
| Männer              |            |               |               |               |               |        |
| Lukas Weißhaidinger | Diskuswurf | 64,77 m       | 4             | 67,07 m       | 3             | Bronze |

 Mehrkampf 
| Athletinnen        | 100 m Hürden | 100 m Hürden | Hochsprung | Hochsprung | Kugelstoßen | Kugelstoßen | 200 m      | 200 m  | Weitsprung | Weitsprung | Speerwurf  | Speerwurf | 800 m        | 800 m  | Punkte  | Rang |
| Athletinnen        | Zeit         | Punkte       | Höhe       | Punkte     | Weite       | Punkte      | Zeit       | Punkte | Weite      | Punkte     | Weite      | Punkte    | Zeit         | Punkte | Punkte  | Rang |
| ------------------ | ------------ | ------------ | ---------- | ---------- | ----------- | ----------- | ---------- | ------ | ---------- | ---------- | ---------- | --------- | ------------ | ------ | ------- | ---- |
| Siebenkampf Frauen |              |              |            |            |             |             |            |        |            |            |            |           |              |        |         |      |
| Ivona Dadic        | 13,61 s      | 1034         | 1,83 m PB  | 1016       | 14,10 m SB  | 801         | 24,33 s SB | 949    | 6,11 m SB  | 883        | 48,40 m SB | 829       | 2:15,10 s SB | 891    | 6403 SB | 8    |
| Verena Mayr        | 13,65 s      | 1028         | 1,77 m SB  | 941        | 13,59 m 0   | 767         | 24,55 s SB | 929    | 6,12 m 0   | 887        | 44,95 m 0  | 762       | 2:07,92 s SB | 995    | 6310 SB | 11   |

### Moderner Fünfkampf
| Athleten        | Fechten | Fechten | Schwimmen   | Schwimmen | Reiten  | Reiten | Combined     | Combined | Punkte | Rang |
| Athleten        | Bilanz  | Punkte  | Zeit        | Punkte    | Zeit    | Punkte | Zeit         | Punkte   | Punkte | Rang |
| --------------- | ------- | ------- | ----------- | --------- | ------- | ------ | ------------ | -------- | ------ | ---- |
| Männer          |         |         |             |           |         |        |              |          |        |      |
| Gustav Gustenau | 18+2    | 210     | 1:56,93 min | 317       | 80,11 s | 300    | 11:47,97 min | 593      | 1420   | 16   |

### Radsport

#### Madison
| Männer                      |         |     |     |     |
| Andreas Graf Andreas Müller | Madison | DNF | DNF | DNF |

#### Omnium
| Männer         |        |   |    |   |    |   |    |   |    |   |    |
| Andreas Müller | Omnium | 4 | 19 | 2 | 20 | 2 | 20 | 0 | 16 | 8 | 18 |

#### Straße
| Athleten            | Wettbewerb       | Zeit         | Rang |
| ------------------- | ---------------- | ------------ | ---- |
| Frauen              |                  |              |      |
| Anna Kiesenhofer    | Straßenrennen    | 3:52:45 h    | Gold |
| Männer              |                  |              |      |
| Patrick Konrad      | Straßenrennen    | 6:09:04 h    | 18   |
| Gregor Mühlberger   | Straßenrennen    | 6:21:46 h    | 70   |
| Hermann Pernsteiner | Straßenrennen    | 6:13:17 h    | 30   |
| Patrick Konrad      | Einzelzeitfahren | 1:02:05,08 h | 31   |

#### Mountainbike
| Athleten         | Wettbewerb    | Zeit      | Rang |
| ---------------- | ------------- | --------- | ---- |
| Frauen           |               |           |      |
| Laura Stigger    | Cross-Country | DNF       | DNF  |
| Männer           |               |           |      |
| Maximilian Foidl | Cross-Country | 1:28:45 h | 17   |

### Reiten

#### Dressurreiten
| Athleten                                                                                         | Wettbewerb | Prozent / Punkte           | Prozent / Punkte | Prozent / Punkte | Rang |
| Athleten                                                                                         | Wettbewerb | Grand Prix (Qualifikation) | GP Spécial       | GP Kür           | Rang |
| ------------------------------------------------------------------------------------------------ | ---------- | -------------------------- | ---------------- | ---------------- | ---- |
| Florian Bacher mit Fidertraum                                                                    | Einzel     | 69,813 %                   | –                | –                | 30   |
| Victoria Max-Theurer mit Abegglen                                                                | Einzel     | –                          | –                | –                | DNS  |
| Christian Schumach mit Te Quiero                                                                 | Einzel     | 70,900 %                   | –                | –                | 21   |
| Florian Bacher mit Fidertraum Victoria Max-Theurer mit Abegglen Christian Schumach mit Te Quiero | Mannschaft | –                          | –                | –                | DNS  |

#### Vielseitigkeitsreiten
| Athleten               | Wettbewerb | Minuspunkte Dressur | Minuspunkte Gelände | Minuspunkte Springen | Minuspunkte Springen | Minuspunkte Gesamt | Rang |
| ---------------------- | ---------- | ------------------- | ------------------- | -------------------- | -------------------- | ------------------ | ---- |
| Lea Siegl              | Einzel     | 32,60               | 2,40                | 4,0                  | 8,0                  | 47,00              | 15   |
| Katrin Khoddam-Hazrati | Einzel     | DNS                 | DNS                 | DNS                  | DNS                  | DNS                | DNS  |

### Rudern
| Athleten                             | Wettbewerb                  | Vorlauf     | Vorlauf | Vorlauf       | Hoffnungslauf / Viertelfinale | Hoffnungslauf / Viertelfinale | Hoffnungslauf / Viertelfinale | Halbfinale  | Halbfinale | Halbfinale    | Finale      | Finale | Rang   |
| Athleten                             | Wettbewerb                  | Zeit        | Platz   | Qualifikation | Zeit                          | Platz                         | Qualifikation                 | Zeit        | Platz      | Qualifikation | Zeit        | Platz  | Rang   |
| ------------------------------------ | --------------------------- | ----------- | ------- | ------------- | ----------------------------- | ----------------------------- | ----------------------------- | ----------- | ---------- | ------------- | ----------- | ------ | ------ |
| Frauen                               |                             |             |         |               |                               |                               |                               |             |            |               |             |        |        |
| Magdalena Lobnig                     | Einer                       | 7:37,91 min | 1       | Viertelfinale | 7:58,20 min                   | 1                             | Halbfinale A/B                | 7:25,59 min | 3          | Finale A      | 7:19,72 min | 3      | Bronze |
| Valentina Cavallar Louisa Altenhuber | Leichtgewichts-Doppelzweier | 7:26,22 min | 5       | Hoffnungslauf | 7:42,31 min                   | 4                             | Finale C                      | –           | –          | –             | 7:15,25 min | 2      | 14     |

### Schießen
| Athleten        | Wettbewerb       | Qualifikation   | Qualifikation | Finale          | Finale        | Ringe/ Scheiben | Rang          |
| Athleten        | Wettbewerb       | Ringe/ Scheiben | Rang          | Ringe/ Scheiben | Rang          | Ringe/ Scheiben | Rang          |
| --------------- | ---------------- | --------------- | ------------- | --------------- | ------------- | --------------- | ------------- |
| Frauen          |                  |                 |               |                 |               |                 |               |
| Sylvia Steiner  | 10 m Luftpistole | 6/573           | 15            | ausgeschieden   | ausgeschieden | ausgeschieden   | ausgeschieden |
| Männer          |                  |                 |               |                 |               |                 |               |
| Martin Strempfl | 10 m Luftgewehr  | 6/627           | 13            | ausgeschieden   | ausgeschieden | ausgeschieden   | ausgeschieden |

### Schwimmen
| Athleten              | Wettbewerb          | Vorlauf      | Vorlauf | Halbfinale    | Halbfinale    | Finale        | Finale        | Rang          |
| Athleten              | Wettbewerb          | Zeit         | Rang    | Zeit          | Rang          | Zeit          | Rang          | Rang          |
| --------------------- | ------------------- | ------------ | ------- | ------------- | ------------- | ------------- | ------------- | ------------- |
| Frauen                |                     |              |         |               |               |               |               |               |
| Marlene Kahler        | 400 m Freistil      | 4:08,37 min  | 17      | —             | —             | ausgeschieden | ausgeschieden | 17            |
| Marlene Kahler        | 800 m Freistil      | 8:36,16 min  | 22      | —             | —             | ausgeschieden | ausgeschieden | 22            |
| Marlene Kahler        | 1500 m Freistil     | 16:20,05 min | 19      | —             | —             | ausgeschieden | ausgeschieden | 19            |
| Lena Grabowski        | 100 m Rücken        | 1:01,80 min  | 29      | ausgeschieden | ausgeschieden | ausgeschieden | ausgeschieden | 29            |
| Lena Grabowski        | 200 m Rücken        | 2:09,77 min  | 10      | 2:10,10 min   | 12            | ausgeschieden | ausgeschieden | 12            |
| Männer                |                     |              |         |               |               |               |               |               |
| Felix Auböck          | 400 m Freistil      | 3:43,91 min  | 2       | -             | -             | 3:44,07 min   | 4             | 4             |
| Felix Auböck          | 800 m Freistil      | 7:45,73 min  | 1       | -             | -             | 7:49,14 min   | 7             | 7             |
| Felix Auböck          | 1500 m Freistil     | 14:51,88 min | 7       | —             | —             | 15:03,47 min  | 7             | 7             |
| Christopher Rothbauer | 200 m Brust         | 2:13,19 min  | 28      | ausgeschieden | ausgeschieden | ausgeschieden | ausgeschieden | 28            |
| Bernhard Reitshammer  | 100 m Brust         | 1:00,41 min  | 2       | ausgeschieden | ausgeschieden | ausgeschieden | ausgeschieden | ausgeschieden |
| Bernhard Reitshammer  | 100 m Rücken        | 55,26 s      | 8       | ausgeschieden | ausgeschieden | ausgeschieden | ausgeschieden | ausgeschieden |
| Bernhard Reitshammer  | 200 m Lagen         | 1:59,56 min  | 6       | ausgeschieden | ausgeschieden | ausgeschieden | ausgeschieden | ausgeschieden |
| Heiko Gigler          | 50 m Freistil       | 22,17 s      | 22      | ausgeschieden | ausgeschieden | ausgeschieden | ausgeschieden | 22            |
| Simon Bucher          | 100 m Schmetterling | 52,52 s      | 6       | ausgeschieden | ausgeschieden | ausgeschieden | ausgeschieden | ausgeschieden |

### Segeln
Quotenplätze für Österreich holten die Segler Tanja Frank/Lorena Abicht mit Silber bei der WM 2018 in der 49er-FX-Klasse und Thomas Zajac/Barbara Matz in der Mixed-Klasse Nacra 17 Foiling. Das 49er-Duo Benjamin Bildstein und David Hussl belegte dann im Dezember 2019 bei den Weltmeisterschaften vor Auckland den sechsten Gesamtrang und buchte damit den dritten Olympia-Quotenplatz für das österreichische Segelnationalteam.
| Athleten                       | Wettbewerb | Qualifikation | Qualifikation | Medal Race    | Medal Race    | Punkte | Rang |
| Athleten                       | Wettbewerb | Punkte        | Rang          | Punkte        | Rang          | Punkte | Rang |
| ------------------------------ | ---------- | ------------- | ------------- | ------------- | ------------- | ------ | ---- |
| Frauen                         |            |               |               |               |               |        |      |
| Tanja Frank Lorena Abicht      | 49erFX     | 143           | 17            | ausgeschieden | ausgeschieden | 143    | 17   |
| Männer                         |            |               |               |               |               |        |      |
| Benjamin Bildstein David Hussl | 49er       | 104           | 10            | 10            | 5             | 114    | 10   |
| Mixed                          |            |               |               |               |               |        |      |
| Barbara Matz Thomas Zajac      | Nacra 17   | 100           | 11            | ausgeschieden | ausgeschieden | 100    | 11   |

### Skateboard
| Athleten       | Wettbewerb | Qualifikation | Qualifikation | Finale        | Finale        | Rang |
| Athleten       | Wettbewerb | Punkte        | Rang          | Punkte        | Rang          | Rang |
| -------------- | ---------- | ------------- | ------------- | ------------- | ------------- | ---- |
| Frauen         |            |               |               |               |               |      |
| Julia Brückler | Street     | 5,10          | 18            | ausgeschieden | ausgeschieden | 18   |

### Sportklettern
Bei der Kletterweltmeisterschaft 2019 in Hachiōji qualifizierten sich im August 2019 Jakob Schubert und Jessica Pilz für eine Olympiateilnahme in der Kombination.
| Athleten       | Wettbewerb             | Qualifikation | Qualifikation | Qualifikation | Qualifikation | Qualifikation | Finale | Finale   | Finale | Finale | Finale | Rang   |
| Athleten       | Wettbewerb             | Speed         | Bouldern      | Lead          | Punkte        | Rang          | Speed  | Bouldern | Lead   | Punkte | Rang   | Rang   |
| -------------- | ---------------------- | ------------- | ------------- | ------------- | ------------- | ------------- | ------ | -------- | ------ | ------ | ------ | ------ |
| Frauen         |                        |               |               |               |               |               |        |          |        |        |        |        |
| Jessica Pilz   | Olympische Kombination | 11            | 9             | 2             | 198           | 6             | 6      | 5        | 3      | 90     | 7      | 7      |
| Männer         |                        |               |               |               |               |               |        |          |        |        |        |        |
| Jakob Schubert | Olympische Kombination | 12            | 7             | 1             | 84            | 4             | 7      | 5        | 1      | 35     | 3      | Bronze |

### Synchronschwimmen
| Athletinnen                                  | Wettbewerb | Qualifikation     | Qualifikation     | Qualifikation  | Qualifikation  | Qualifikation | Qualifikation | Finale         | Finale         | Finale           | Finale           |
| Athletinnen                                  | Wettbewerb | Technische Kür TK | Technische Kür TK | Freie Kür FK-Q | Freie Kür FK-Q | Gesamt        | Gesamt        | Freie Kür FK-F | Freie Kür FK-F | Gesamt TK + FK-F | Gesamt TK + FK-F |
| Athletinnen                                  | Wettbewerb | Punkte            | Rang              | Punkte         | Rang           | Punkte        | Rang          | Punkte         | Rang           | Punkte           | Rang             |
| -------------------------------------------- | ---------- | ----------------- | ----------------- | -------------- | -------------- | ------------- | ------------- | -------------- | -------------- | ---------------- | ---------------- |
| Frauen                                       |            |                   |                   |                |                |               |               |                |                |                  |                  |
| Anna-Maria Alexandri Eirini-Marina Alexandri | Duett      | 90,5000           | 7                 | 90,3773        | 7              | 180,8773      | 7             | 91,8000        | 7              | 182,1773         | 7                |

### Tennis
| Athleten                     | Wettbewerb | 1. Runde                | 1. Runde | 2. Runde | 2. Runde | Achtelfinale           | Achtelfinale | Viertelfinale | Viertelfinale | Halbfinale    | Halbfinale    | Finale / Platz 3 | Finale / Platz 3 |
| Athleten                     | Wettbewerb | Gegner                  | Ergebnis | Gegner   | Ergebnis | Gegner                 | Ergebnis     | Gegner        | Ergebnis      | Gegner        | Ergebnis      | Gegner           | Ergebnis         |
| ---------------------------- | ---------- | ----------------------- | -------- | -------- | -------- | ---------------------- | ------------ | ------------- | ------------- | ------------- | ------------- | ---------------- | ---------------- |
| Männer                       |            |                         |          |          |          |                        |              |               |               |               |               |                  |                  |
| Oliver Marach Philipp Oswald | Doppel     | J. Millman / L. Saville | 7:5, 6:2 | —        | —        | J. S. Cabal / R. Farah | 4:6, 1:6     | ausgeschieden | ausgeschieden | ausgeschieden | ausgeschieden | ausgeschieden    | ausgeschieden    |

### Tischtennis
| Athleten                         | Wettbewerb | Vorrunde  | Vorrunde | 1. Runde       | 1. Runde | 2. Runde             | 2. Runde | 3. Runde       | 3. Runde      | Achtelfinale          | Achtelfinale  | Viertelfinale | Viertelfinale | Halbfinale    | Halbfinale    | Finale/Platz 3 | Finale/Platz 3 | Rang  |
| Athleten                         | Wettbewerb | Gegner    | Erg.     | Gegner         | Erg.     | Gegner               | Erg.     | Gegner         | Erg.          | Gegner                | Erg.          | Gegner        | Erg.          | Gegner        | Erg.          | Gegner         | Erg.           | Rang  |
| -------------------------------- | ---------- | --------- | -------- | -------------- | -------- | -------------------- | -------- | -------------- | ------------- | --------------------- | ------------- | ------------- | ------------- | ------------- | ------------- | -------------- | -------------- | ----- |
| Frauen                           |            |           |          |                |          |                      |          |                |               |                       |               |               |               |               |               |                |                |       |
| Sofia Polcanova                  | Einzel     | —         | —        | —              | —        | —                    | —        | Manika Batra   | 4:0           | Kasumi Ishikawa       | 0:4           | ausgeschieden | ausgeschieden | ausgeschieden | ausgeschieden | ausgeschieden  | ausgeschieden  | 9–16  |
| Liu Jia                          | Einzel     | Hend Zaza | 4:0      | Hanna Haponowa | 4:2      | Polina Michailowa    | 4:3      | Adriana Díaz   | 4:0           | Jeon Ji-hee           | 1:4           | ausgeschieden | ausgeschieden | ausgeschieden | ausgeschieden | ausgeschieden  | ausgeschieden  | 9–16  |
| Sofia Polcanova Liu Jia Liu Yuan | Mannschaft | —         | —        | —              | —        | —                    | —        | —              | —             | Volksrepublik China   | 0:3           | ausgeschieden | ausgeschieden | ausgeschieden | ausgeschieden | ausgeschieden  | ausgeschieden  | 9–16  |
| Männer                           |            |           |          |                |          |                      |          |                |               |                       |               |               |               |               |               |                |                |       |
| Robert Gardos                    | Einzel     | —         | —        | —              | —        | Paul Drinkhall       | 1:4      | ausgeschieden  | ausgeschieden | ausgeschieden         | ausgeschieden | ausgeschieden | ausgeschieden | ausgeschieden | ausgeschieden | ausgeschieden  | ausgeschieden  | 33–48 |
| Daniel Habesohn                  | Einzel     | —         | —        | —              | —        | Chew Zhe Yu Clarence | 4:1      | Marcos Freitas | 3:4           | ausgeschieden         | ausgeschieden | ausgeschieden | ausgeschieden | ausgeschieden | ausgeschieden | ausgeschieden  | ausgeschieden  | 17–32 |
| Mixed                            |            |           |          |                |          |                      |          |                |               |                       |               |               |               |               |               |                |                |       |
| Stefan Fegerl Sofia Polcanova    | Doppel     | —         | —        | —              | —        | —                    | —        | —              | —             | Jun Mizutani Mima Itō | 1:4           | ausgeschieden | ausgeschieden | ausgeschieden | ausgeschieden | ausgeschieden  | ausgeschieden  | 9–16  |

### Triathlon
Im August 2019 holte sich Lisa Perterer beim Olympia-Testbewerb der ITU in Tokio einen Startplatz für die ebendort stattfindenden Olympischen Sommerspiele 2020. Außerdem qualifizierte sich Luis Knabl.
| Athleten                                             | Wettbewerb | Zeit      | Rang |
| ---------------------------------------------------- | ---------- | --------- | ---- |
| Frauen                                               |            |           |      |
| Julia Hauser                                         | Einzel     | DNF       | DNF  |
| Lisa Perterer                                        | Einzel     | 2:03:00 h | 27   |
| Männer                                               |            |           |      |
| Alois Knabl                                          | Einzel     | DNF       | DNF  |
| Lukas Hollaus                                        | Einzel     | 1:48:59 h | 34   |
| Mixed                                                |            |           |      |
| Lukas Hollaus Alois Knabl Lisa Perterer Julia Hauser | Staffel    | DNS       | DNS  |

### Turnen

#### Gerätturnen
Elisa Hämmerle qualifizierte sich bei der Turn-Weltmeisterschaften 2019 im Oktober 2019 in Stuttgart für die Teilnahme bei den Spielen 2020.
| Athleten       | Wettbewerb       | Qualifikation | Qualifikation | Finale        | Finale        | Rang |
| Athleten       | Wettbewerb       | Punkte        | Rang          | Punkte        | Rang          | Rang |
| -------------- | ---------------- | ------------- | ------------- | ------------- | ------------- | ---- |
| Frauen         |                  |               |               |               |               |      |
| Elisa Hämmerle | Boden            | 12,000        | 70            | ausgeschieden | ausgeschieden | 70   |
| Elisa Hämmerle | Schwebebalken    | 11,800        | 71            | ausgeschieden | ausgeschieden | 71   |
| Elisa Hämmerle | Sprung           |               |               | ausgeschieden | ausgeschieden |      |
| Elisa Hämmerle | Stufenbarren     | 12,600        | 58            | ausgeschieden | ausgeschieden | 58   |
| Elisa Hämmerle | Mehrkampf Einzel | 48,933        | 66            | ausgeschieden | ausgeschieden | 66   |